# Бабкіна Надія Георгіївна
Надія Георгіївна Бабкіна (рос. Надежда Георгиевна Бабкина, у першому шлюбі Заседатєлєва; 19 березня 1950, Чорний Яр, Астраханська область, Російська РФСР) — російська народна та естрадна співачка, дослідниця народної пісні, педагогиня й політична діячка. Засновниця і художня керівниця ансамблю «Російська пісня» (з 1974 року) і однойменного театру. Народна артистка РРФСР (1992). Лауреатка премії Ленінського комсомолу (1978). Членкиня партії «Єдина Росія» з 2001 року. Активно підтримує злочинну війну в Україні та путінський режим.

## Біографія
Народилася 19 березня 1950 року в селі Чорний Яр Астраханської області. З раннього дитинства співала.
У 1967 році надійшла в Астраханське музичне училище. Через два роки почала працювати солісткою-вокалісткою при Обласному управлінні кінофікації і кінопрокату в Астрахані (співала в кінотеатрі перед початком сеансів).
У 1971 році склала іспити і вступила на диригентсько-хоровий факультет Державного музично-педагогічного інституту ім. Гнесіних. У 1975 році в стінах вузу був утворений перший склад ансамблю «Російська пісня».
На перших концертах ансамблю в невеликих містах і селах народу збиралося мало. Виступали і в фабричних і заводських цехах при працюючих верстатах. Першим помітним успіхом став виступ у Сочі на Всеросійському конкурсі радянської пісні в 1976 році.
У 1985 році поступила в ГІТІС їм. Луначарського А. В. на факультет режисерів естради та масових уявлень, який закінчила в 1990 році. З тих пір сценки і номери виступів придумувала і режисувала сама. взяла активну участь у режисурі і постановці знакової вистави театру «Руська пісня» «Ковано колесо» (режисер — заслужений артист Росії А. Л. Федоров), в якому зіграла головну роль Долі.
У 2010 році Президент Росії Дмитро Медведєв нагородив орденом «За заслуги перед Вітчизною» IV ступеня.
Є Народною артисткою Чеченської республіки.
У 2012 році отримала звання Народної артистки Інгушетії.

## Театр «Російська  пісня»
З квітня 1994 року фольклорний центр «Російська пісня» став самостійною організацією у віданні Комітету культури Москви. У вересні 2000 року, у зв'язку з подальшим удосконаленням творчого різноманіття напрямків у роботі, Центр був реорганізований в Державне бюджетна установа культури — Московський державний музичний театр фольклору «Російська пісня» (ДБЗК МГМТФ «Російська пісня»), з призначенням Надії Бабкіної на посаду художньої керівниці — директора театру.

## Політична діяльність
Є активною членкинею партії «Єдина Росія».
23 червня 2008 року в газеті «МК Естонія» було опубліковано інтерв'ю, в якому Надія Бабкіна схвалила дії естонського уряду, який здійснив перенесення пам'ятника радянським воїнам, полеглим у Німецько-радянській війні, з пагорба Тинісмяги в центрі Таллінна на Військове кладовище, і закликала росіян, що живуть в Естонії, не протестувати проти влади республіки. За словами артистки, наведеними газетою, Бабкіна «нагадала всім, хто проживає в Естонії, що вони повинні приймати дії свого уряду, раз вже вони тут залишилися». Газета також наводить заяву Бабкіної про те, що вона не може зрозуміти, чому деякі росіяни обурені перенесенням Бронзового солдата. «Його не зруйнували, а перенесли на цвинтар, куди можна ходити й покладати квіти». Бабкіна також дала раду естонським політикам, як треба працювати з російським населенням країни.
28 січня 2012 року виступила в Єкатеринбурзі на мітингу на підтримку Володимира Путіна.
6 лютого 2012 року була офіційно зареєстрована як довірена особа кандидата в Президенти РФ і чинного прем'єр-міністра Володимира Путіна.
15 вересня 2014 року брала участь у виборах у Мосміськдуму по виборчому округу № 6 (райони Головінський, Лівобережний, Ховрино і частина Західного Дегунино), де набрала більшість голосів.

## Громадянська позиція
11 березня 2014 року підтримала Російську агресію в Криму, підписавши колективне звернення до російської громадськості «Діячі культури Росії — на підтримку позиції Президента по Україні та Криму».

## Родина
- Батько — Георгій Іванович Бабкін (1916—1990), працював на керівних посадах на підприємствах і в організаціях народного господарства Астраханської області, із козаків, що служили в Білій армії, батько грав на різних інструментах і гарно співав[10].
- Мати — Тамара Олександрівна Бабкіна (Чистякова) (1925—2008[11]), працювала вчителькою молодших класів, з сім'ї, що володіла до революції мануфактурою в Москві, після Громадянської війни вони продали будинок на Малій Бронній і переїхали спочатку в Нижній Новгород, а потім в Астрахань, де в Трусово купили дерев'яний будинок[10].

### Особисте життя

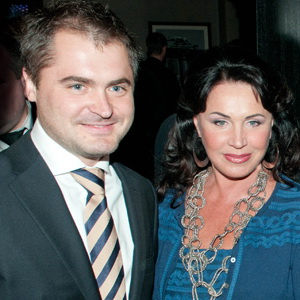
Надія Бабкіна и Євгеній Гор на 5-річчі програми «Пусть говорят» 10 вересня 2010 року

- Перший чоловік — барабанщик Володимир Засєдатєлєв (1947—2012[12])— грав у ВІА «Лийся, пісня», ВІА «Самоцвіти» (прожили разом 17 років)[13].
  - Син — Данило Засєдатєлєв (нар. 1975)[10]., одружений з 2007, юрист за освітою, кандидат юридичних наук, власник юридичної фірми, служить дзвонарем у храмі Спаса Нерукотворного в Москві[14].
    - Онук — Георгій (нар. 18 березня 2010)[14].
    - Внучка — Віра (нар. 14 серпня 2013)
    - Внучка — Марфа (нар. 24 квітня 2015)

- Фактичний чоловік — співак Євген Олександрович Гір, справжнє прізвище Горшечков (нар. 31 березня 1980), син Наталії Вікторівни Горшечковой, одного з помічників президента РФ, закінчив факультет Романо-Германської філології за спеціальностями перекладач, викладач англійської мови, філолог. Займався в студії естрадного вокалу, диплом про закінчення якої отримав у 2002 році.26[джерело?]

## Нагороди
- Премія Ленінського комсомолу (1978)
- заслужена артистка РРФСР (1986)
- народна артистка РРФСР (1992)[1] — за великі заслуги в галузі музичного мистецтва
- Медаль «В пам'ять 850-річчя Москви» (1997)
- премія МВС Росії (1998)
- золота медаль «За наукову роботу» Міжнародної Академії Наук інформації, інформаційних процесів і технологій (1998)
- орден Пошани (1999)[15] — за заслуги перед державою, великий внесок у зміцнення дружби і співробітництва між народами, багаторічну плідну діяльність у галузі культури і мистецтва
- Премія МК РФ імені А. В. Фатьянова (2003)
- Почесний працівник культури Кузбасу (2004)
- орден Дружби (2005)[16] — за заслуги в області культури і мистецтва, багаторічну плідну діяльність
- Орден Святого Станіслава (2006)
- Орден Франциска Скорини (Білорусь) (2006) — за великий особистий внесок у розвиток білорусько-російських культурних зв'язків, зміцнення дружби і співробітництва між народами Росії та Білорусі
- Народна артистка Республіки Карелії (2007)
- Народна артистка Чеченської Республіки (2010)
- орден «За заслуги перед Вітчизною» IV ступеня (2010)[17] — за великий внесок у розвиток вітчизняного музичного мистецтва і багаторічну творчу діяльність
- Медаль ордена «За заслуги перед Астраханської областю» (17 березня 2010)— за великий внесок у збереження і розвиток російської національної музичної культури[18]
- Орден Міжнародного Союзу Благодійних Організацій «За відродження традицій благодійності та меценатства» (2010)
- Почесне звання «Лауреат премії Кузбасу» (2011)
- Орден «Шана Кузбасу» (2012)
- Народний артист Республіки Інгушетія (2012)
- Іменна зірка на Алеї зірок «Слов'янського базару у Вітебську» (2014)
- Премія Союзної держави (2014)
- Медаль «За працю на благо Ярославської землі» (3 березня 2015 року) — за великий особистий внесок у розвиток Ярославської області, що сприяє її культурного і соціального благополуччя[19][20].
- Почесний пам'ятний знак «Орден преподобномучениці Великої княгині Єлисавети Феодорівни» (4 червня 2015 року, Імператорське православне палестинське суспільство)[21]

## Діскографія
- Душа в степи (1986)
- Шумел камыш (1994)
- Казачка Надя (1995)
- Верила, верила я (1998)
- Чёрная моль (1999)
- Как жахнем! (2000)
- Дама русская (2001)
- Не думала, не знала (2004) — с группой «Дискомафия»
- Grand Collection (2004)
- Четыре двора (2006)
- Ковано колесо (2006)
- Летят утки (2007)
- В звёздном хороводе (2007)
- Песни России (2008)
- Бабкин рок (2010) — с группой «После 11-и»
- Новое и неизданное (2010)

## Кліпи
- Гроза (2000)
- Вот и встретились (2000) — дует з Володимиром Назаровим

## Фільмографія
1. 1984 — ТАСС уповноважений заявити… — фольклорна артистка
2. 1988 — За ким заміжня співачка? — Надія співачка, виконавиця народних пісень (немає в титрах)
3. 1993 — Якби знати… — співачка
4. 2003 — Снігова королева — мама Герди і Кая
5. 2006 — Веселі сусіди — епізод
6. 2007 — Дурна зірка — член комісії проекту «Зоряні війни»
7. 2007—2008 — Любов — не шоу-бізнес

### Вокал
1. 2000 — Новые бременские — Атаманша
2. 2004 — Моя большая армянская свадьба

### Телебачення
- З 2010 року є однією з ведучих ток-шоу «Модний приговор» на Першому каналі російського телебачення